# Stroveer
Het Stroveer (vroeger Strooveer geschreven) is een straat in Rotterdam bij de Hofdijk. De straat ligt ongeveer op de plaats van het Strooveer van voor het bombardement op Rotterdam in mei 1940. De binnenplaats van het wooncomplex op het voormalige Heliportterrein, in de volksmond bekend als Klein Volendam, maakt deel uit van de straat.

## Geschiedenis
Voor het bombardement op Rotterdam was het Strooveer een korte winkelstraat langs de rivier de Rotte in het verlengde van de Rechter Rottekade tussen Katshoek en het spoorwegviaduct in de nabijheid van het Hofplein, dat toen iets meer naar het noordoosten lag. De straatnaam verwijst naar een voormalige ligplaats voor met hooi en stro geladen schepen. In de binnenvaart werd de naam strooveer gebruikt voor een regelmatig onderhouden transport van hooi en stro voor de paardenstallen in grote plaatsen en steden. In een ordonnantie op het hooi van 1720 staat bovendien vermeld dat met hooi geladen schepen, die niet bestemd waren voor de hooimarkt en langs de Schie of de Rotte de stad binnenkwamen om onderzocht te worden, moesten blijven liggen aan de Singel tussen de brug over de Schie en de Hofpoort, of tussen de Hofpoort en de Vishoek. In het begin van de 19e eeuw wordt de kade zowel Strooveer alsook Stroomarkt genoemd.
Oorspronkelijk heette de kade Rottekade noordzijde en lag buiten de Rotterdamse stadswallen. Het was een gebied waar de Rotterdammers gingen wandelen en waar al in 1584 de herberg De Kat stond.

## Afbeeldingen

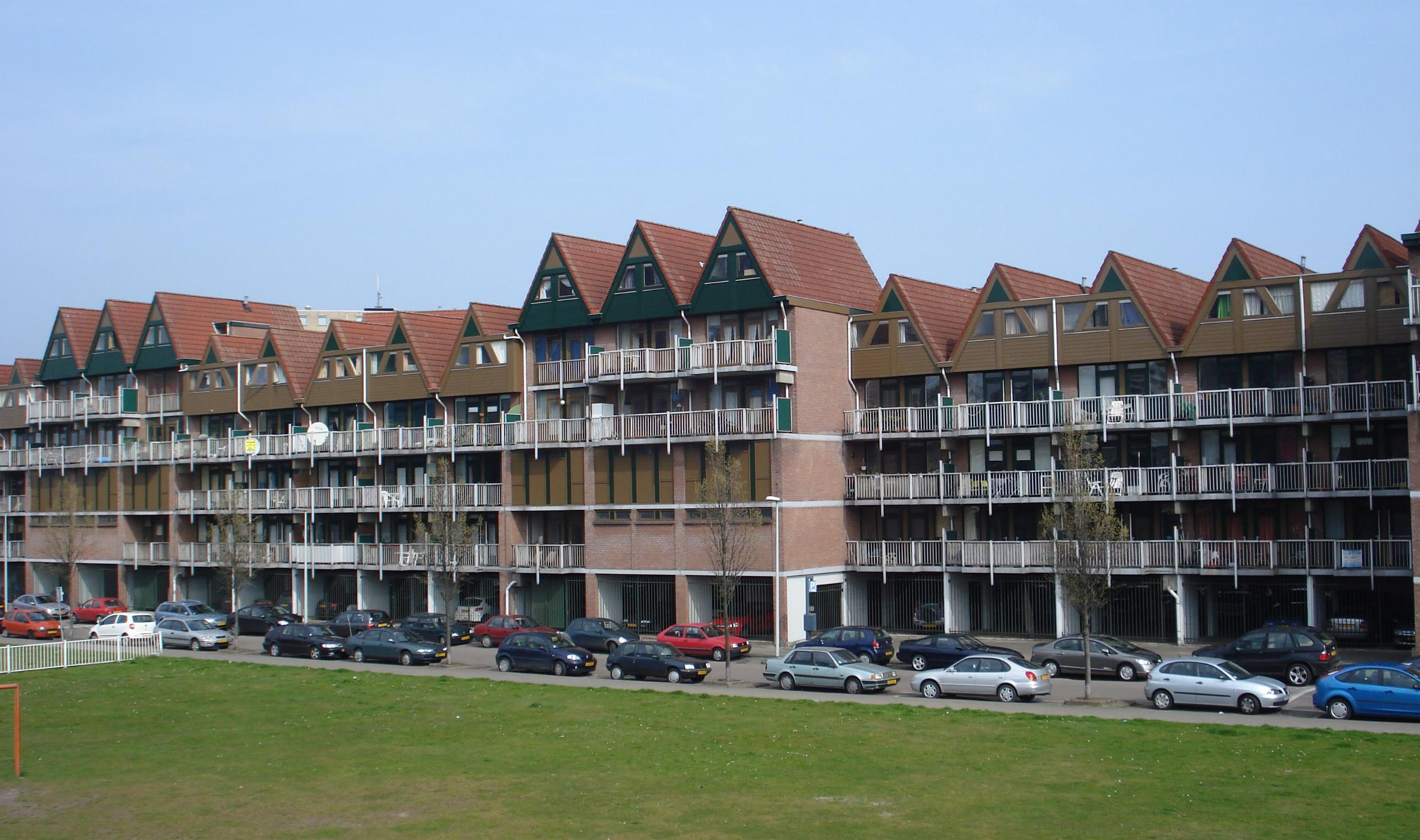
Wooncomplex aan het Stroveer in Rotterdam
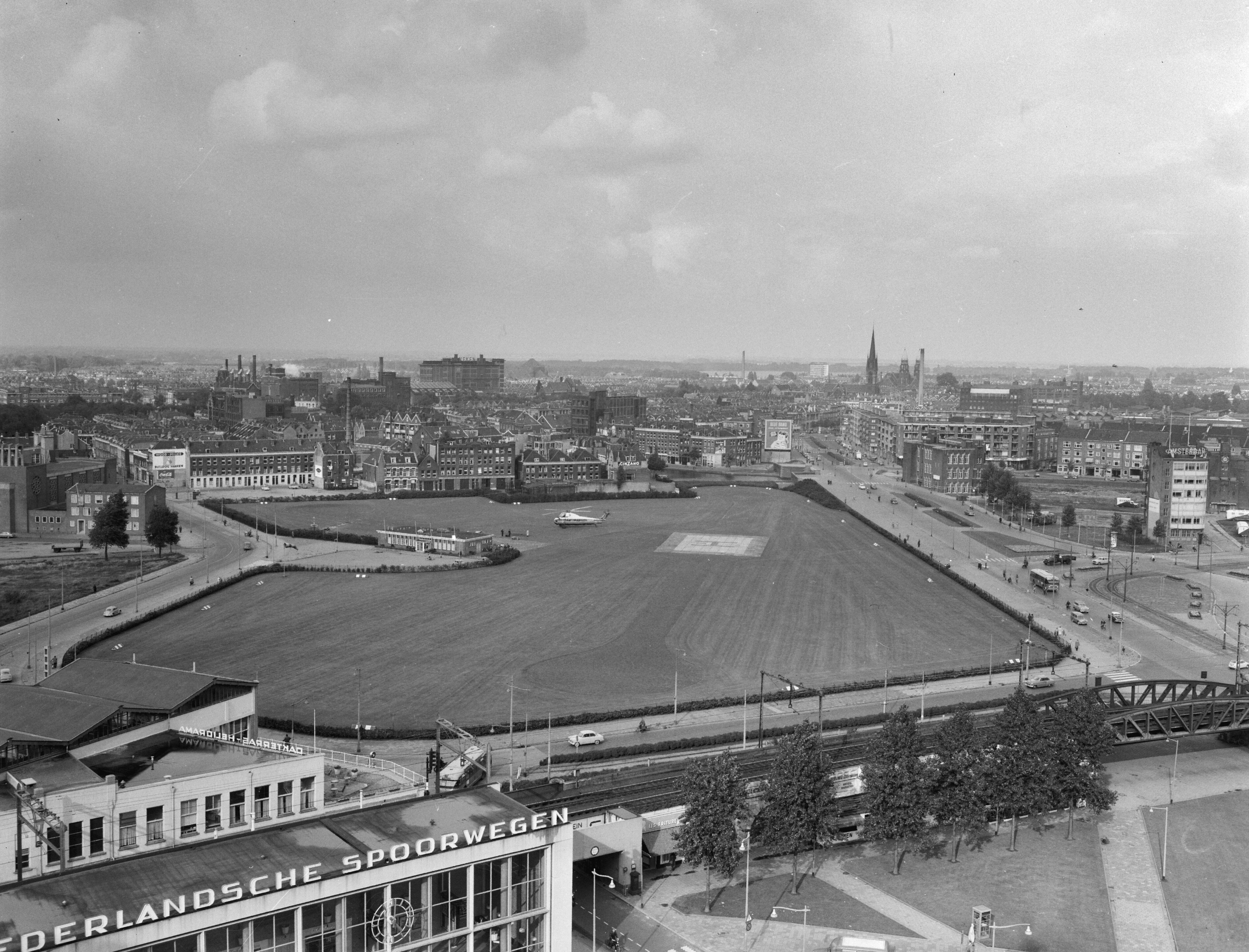
Het voormalige Heliportterrein gezien vanaf het Shellgebouw in 1960
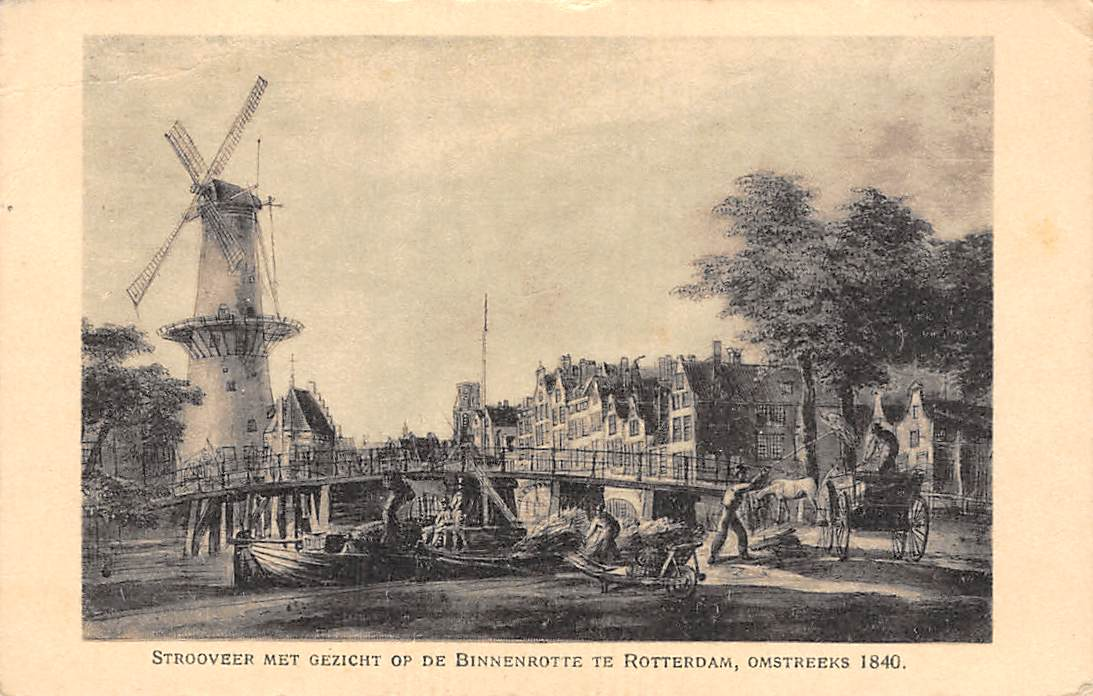
Het lossen van stro aan het Strooveer omstreeks 1840